# Отинія
Отині́я (у 1946—1989 роках — Оти́ня; давня назва — Балаба́нів) — селище в Україні, у Коломийському районі Івано-Франківської області; належить до давніх історичних поселень на Покутті.
Селище розташоване по обох берегах річки Опришини. Через Отинію проходять залізниця і шосейна дорога. Залізнична станція. Орган місцевого самоврядування — Отинійська селищна рада. Населення — 5 160 осіб станом на 2024 рік.
Відомий галицький історик Садок Баронч (1814—1892) писав, що Отинія була відомою у XIII столітті. Перша згадка як про міське поселення — 1606 року. 1610 року згадується як міське поселення, що належало руському магнатові Олександру Балабану. Отинія відома тим, що в 1648 році Семен Височан сформував тут 15-тисячне військо, яке брало участь у народно-визвольній боротьбі українців під проводом Богдана Хмельницького. Від 1940 року (тобто за рік після входження у складі Західної України до УРСР) Отинія — селище.

## Назва
У 1606 (?) — 1613 (?) поселення мало назву Балабанів або Балабанівка, адже тоді землі Отинії стали належати українському магнатові Олександру Балабанові. Однак у народі назва не прижилася, і невдовзі у документах згадується саме Отинія (1649).
Панівною версію щодо походження топоніму «Отинія» є та, що тлумачить його від слова «отин» — давнє слово, що означало невеликий замочок.
Загалом же версій походження назви містечка багато — нижче наведено 4 (але не всі):
1. від староукраїнської лексеми «отнина/отчина», тобто маєток, успадкована від батька — «вотчина»;
2. від апелятиву «отин» — невеликий замок, оточений валами і частоколом.
3. від особового імені Отин;
4. від імені якоїсь дідички-польки Антоніни.

Від часу першої згадки в історичних джерелах назва «Отинія» зазнавала певних трансформацій, здебільшого це відбувалося на ґрунті польських впливів, так у документах за 1531 рік зустрічається такий собі напис «Отенью», щоправда, який складно прив'язати точно до містечка; під 1649 роком вже містечко фігурує як Отенья. Крім того, за Польщі назва «Отинія» тривалий час писалася з двома «т», однак в українському написанні закріпилася саме сучасна форма назви — Отинія. У 1914 році зафіксовано назву Отинія. А за СРСР, від 1946 року топонім було редуковано до Отиня. Нарешті, 1989 року згідно з рішенням Верховної Ради України селищу Отиня повернено літеру «і» в назві — Отинія.

## Розташування і географія
Отинія розташувалася по обох берегах Отинського Потоку, на відстані 32 км від райцентру міста Коломиї та за 31 км від обласного центру міста Івано-Франківську. В південній частині Отинії протікає річка Голишанка, яка зливається з Баб'янкою; у північній частині — річка Ворониця, у неї впадає Отинський Потік. Найбільші потоки — Мальгава, Глибоцький, Сорочина, Липівка; природні водойми — Став та Млинівка.
Отинія межує: зі сходу — з Грабичем, з південного сходу — з Глибокою, з півдня — з Голосковом, Угорниками, з південного заходу — з Баб'янкою, із заходу — з Виноградом, Вороною, з півночі — з Кривотулами, Красилівкою (це вже Тисменицький район області).
Найвищою точкою Отинії є Стражниця.
Територія селища — 1779,46 га. Кількість сільськогосподарських угідь — 624,7 га.
В Отинії — трохи більше 30 вулиць. Вперше отинійські вулиці (тоді без назв) зафіксовані на топографічній карті містечка 1847 року. Отинійські вулиці декілька разів перейменовувалися, востаннє — масово в 1990 році. Центральна вулиця селища — вулиця Свободи.

## Історія
В околицях Отинії знайдено крем'яні та кам'яні знаряддя праці доби неоліту і бронзи.

### Від першої згадки до XIX століття

Герб періоду Речі Посполитої

Відомий історик вірменського походження Садок Баронч зазначав, що поселення-попередник Отинії відоме з XIII століття.
Достеменно відомо, що згодом те поселення називалося Балабанів або Балабанівка, адже так воно фігурує у документах 1606 року, що цілком зрозуміло, адже містечком володів магнат, теребовлянський і вінницький староста Олександр Балабан. Проте вже документами 1613 року поселення значиться Balabanowka alias Ottynia, а починаючи від 1649 року документи фіксують вже просто Отинію.

Погруддя Семена Височана

Первісна Отинія була трошки вбік від Отинії сучасної: на так званих Розмитинцях, тобто землях, які щовесни розмивали бурхливі води весняних рік. Зараз на тому місці стоїть селищна залізнична станція. З первісного місця поселенцям довелося швидко перебиратися на горбок — саме через розлив весняних вод.
Існують дані, що отинійські магнати мали невеликий замочок, який охороняв прилеглу територію від зазіхань кримських татар. Власне інтерпретація походження топоніму «Отинія», а також локальний топонім «За валами, За валом» (назва вулиці) — це все, що лишилося в сучасній Отинії від колишнього замку.
Особливо насиченим на події було XVII століття для Отинії. У 1618 році поселення з околицями придбали за 150 тисяч злотих Понятовські. B 1643 році Отинія перейшла до рук Станіслава «Ревери» Потоцького. Місцеві жителі взяли найактивнішу участь у національно-визвольній боротьбі українців під проводом гетьмана Богдана Хмельницького — адже в 1648 році Семен Височан сформував у поселенні 15-тисячне військо, з яким приєднався до повсталих козаків, а ще захопив Пнівський замок, твердині в Єзуполі та Печеніжині. За часів відновлення Незалежності України (1991) у самому центрі містечка Семену Височану споруджено пам'ятник у вигляді погруддя, а на гарматі під ним — напис «від вдячних нащадків».
У 1753 році Отинія отримала маґдебурзьке право, відтак дістала статус міста. Наприкінці XVIII століття містечко було торговим осередком, куди по сіль та тютюн приїжджали так звані «коломийці».

### Розвиток Отинії у XIX— на початку XXст.
У 1817 році в Отинії відкрилася перша однокласна школа, яка повністю утримувалася громадою. В кінці 30-х років XIX століття у цій школі працював відомий вчений, історик Садок Баронч, який досліджував історію міст Західної України.
У 1840-х роках поселенням володів поміщик Мікулі. Селяни змушені були виходити на панщину до сходу сонця, а повертались додому пізно ввечері, працювали без відпочинку. Панщина тривала 52—104 дні на рік. Поміщик загарбав пасовища, однак рогове селяни мусили платити. До кріпаків застосовували фізичну кару, внаслідок чого були смертні випадки і каліцтва. Жорстоку розправу чинили над тими, хто від імені громади скаржився на свавілля поміщика. Всякі сходи і збори селян як удень, так і вночі, заборонялися. Експлуатувало трудящих і духовенство. В маєтку католицької церкви відробляли панщину 14 селянських господарств Отині.
У XIX столітті, як і повсюдно в краї, пожвавилось економічне становище. Так, в Отинії почала розвиватися мануфактура з виробництва гончарних виробів, працював тартак. А на межі XIX і XX століть запрацював машинобудівний завод Бредта і Ко, де було зайнято спочатку 500, а пізніше понад тисячу працівників. Продукцію — парові котли, преси, резервуари для спирту, насоси та обладнання для броварень і винокурень — підприємство експортувало у Румунію, Болгарію, Росію. На той час завод був дуже сучасним — підприємство було електрифіковане, машини працювали на парі. А ще місцевий «машинний магнат» Бредт мав власну автівку, що стала першою в Отинії. У Першу світову війну завод Бредта постраждав, і так більше ніколи й не запрацював, відродилася лише лісопильня.
Отинія мала ратушу, Велику синагогу на 5000 вірних, суд і поліційний відділок. У містечку був навіть власний театр (у тодішньому розумінні цього слова), де ставилися вистави силами місцевих аматорів або заїжджих гастролерів, а з часом почали показувати кінофільми.
1877 року місцеву школу реорганізовано в трикласну. А в 1895 році вона стала чотирикласною. Основною мовою навчання лишалася польська, а основним предметом — закон божий.
Була в Отинії також власна броварня. А от залізниця трохи оминула Отинію: до вокзалу доводилося долати відстань у півтора кілометри. Проте вокзал місто мало. Особливого розвитку набула отинійська торгівля — майже в кожному будинку середмістя працювали крамниці — харчевні, горілчані заклади, магазини капелюшків, взуттєві й одіжні крамниці, і навіть торгові склади зі шматтям — прообрази сучасних секонд-хендів. По вівторках у містечку вирував базар, на який приїздили жителі навколишніх сіл та міст.
З архівних джерел межі XIX—XX століть відомий опис тогочасного герба Отинії: розколений щит, у першій частині якого — герб Руського воєводства (на блакитному тлі — золотий лев, що спинається на скелю), а в другій — герб Королівства Польського (на червоному тлі — срібний коронований орел).
1910 року через Отинію проїжджав цісар Австро-Угорщини Франц Йосиф І із загоном австрійських вояків. У 1917 році повз містечко проїжджав російський цар Микола II Романов.
На початку XX століття Отинія поділялася на дільниці (це історичне районування в загальних рисах зберігається дотепер): Місто центр, Бочкарівка, Завал (за валом), Борисівка, Марків гай, Загребля, Мікульсдорф, причому Марків гай і Мікульсдорф вважалися присілками, а ще присілками були: Грицівка, Пеньки, Свинянка, Щасників (або Щеників). Урочища довкола Отині (Отинії): Велесницьке (поле), Вили (поле), Довгий кут, Вільшини, Гайок, Ризи, Сайково, Стебник, Пожерниці, Ропші, Коло тополі, Замлинівка, Млинівка, Млинище, Толочина, Царинка, Дебрі, Тремби, Лиса, Паст, Судки, Гуки, Розметенці, Левада, Опуст, Рудка, На болоті, Трендельня, Коло святого Петра, Стражниця, Застав, Пихані, Солонець, Плоски, Вікно, Шия, Нетеча, Віха, Кути, Габарів, Дворище, Дубники, Жолоб, Лука, Гай, Жиртки, Чигри, Царина, Окописко, Сьострин сад, Лази, Косовська (гора), Окопище. Дві дороги мали назву Цісарка (цісарська): одна вела через Загреблю на Товмач, друга — на Станиславів.

### В складі ЗУНР
Від 1919 року разом із Західною Україною Отинія загарбана Польщею.

### Московсько-радянська, німецько-гітлерівська окупації
Від 1939 року польська окупація змінилася радянською. В складі УРСР, від 1946 року отримала спотворену назву Отиня.
Органи Радянської влади націоналізували маслоробний, лісопильний і цегельний заводи, торговельні підприємства. В заможних селян було відібрано землю та худобу, деякі з них були депортовані в Росію. Безземельні і малоземельні селяни одержали невеличкі земельні паї. Проте більшість селян змушена була за копійчану оплату працювати на землях колгоспу.
5 лютого 1940 року Отинія стала центром селищної ради.
В березні 1940 року в Отинії було створено МТС, яка обслуговувала 5 колгоспів району, допомагала понад 1020 селянським господарствам обробити землю.
Розпочала роботу семирічна школа, де учні змогли навчатися рідною мовою. У школі було створено піонерську організацію. Дорослі вчилися грамоти в гуртках ліквідації неписьменності й мало-письменності. Відкрили 2 клуби, бібліотеку. Кожному трудящому було забезпечено кваліфіковану безплатну медичну допомогу. Почали діяти лікарня, дитяча і жіноча консультація, амбулаторія.
У липні 1941 року нацистські війська змінили радянських окупантів. Гітлерівці вчинили криваву розправу над тими, хто прислуговував радянській владі. За перші 2 місяці вони розстріляли 45 осіб, а всього за час окупації стратили 730 мешканців Отинії, вивезли на каторжні роботи до Німеччини 156 осіб. Нацистські загарбники в боротьбі з радянськими військами за час війни зруйнували понад 400 будинків, школу, лікарню, 2 клуби, 10 установ, лісопильний завод, МТС.
2 квітня 1944 року частини 20-ї гвардійської мотострілецької бригади, якою командував А. X. Бабаджанян, розвиваючи наступ на Станиславівському напрямі, прогнали нацистів і окупували Отинію. Однак під тиском сил ворога вони змушені були знову залишити селище. У квітні—липні 1944 року біля Отинії точилися жорстокі бої. 23 липня 1944 року війська 18-ї армії (командувач генерал-лейтенант Є. П. Журавльов, начальник політвідділу Л. І. Брежнєв) перейшли в наступ, завдяки якому 25 липня захоплено та вигнали окупантів з 52 населених пунктів, у тому числі з Отинії.
Під час боїв за Отинію відзначився командир відділення 8-ї стрілецької роти гвардії молодший сержант В. І. Возняк, який першим увірвався в селище і повів за собою всю роту. Він особисто вбив 5 німців і навіть поранений не залишив поля бою. Героїзм у боях за Отинію виявили командир кулеметної обслуги гвардії старший сержант Левшун, гвардії сержант Томин і гвардії рядовий Ф. І. Дідковський.
Вперто билася за Отинію й група літаків «ІЛ-2» під командуванням гвардії старшого лейтенанта Г. Стародубцева з 166-го гвардійського штурмового авіаполку. Згодом Г. Стародубцеву було присвоєно звання Героя Радянського Союзу.
В боях за Отинію і навколишні села 330 воїнів Червоної Армії загинули. Серед них були представники 13 національностей. 5 листопада 1967 року в селищі їм відкрито пам'ятник-обеліск.
Багато мешканців Отинії в роки Другої Світової Війни були примусово мобілізовані до лав Радянської Армії. За виявлений героїзм 15 бійців нагороджені орденами і медалями Союзу РСР.
Мешканці Отинії вірили, що Україна буде вільною. Саме тому багато жителів боролося з комуністично-нацистськими окупантами в лавах УПА.
25 листопада 1945 року курінь УПА курінного «Чорного» штурмував райцентр, звільнив 84 в'язнів (серед них і районна провідниця ОУН Марта) і знищив 40 працівників НКВС (серед них старший лейтенант Родіонов, який проривався на залізничну станцію, щоб викликати бронепоїзд з Коломиї).
До 1962 року селище було районним центром, відтак, 30 грудня 1962 року було ліквідовано Отинянський район і Отинія ввійшла до складу Коломийського району.
В 1967 році побудована типова лікарня на 100 ліжок. Працювала поліклініка, дитяча і жіноча консультація, пологовий будинок, аптека, санітарно-епідеміологічна станція та дитячі ясла на 50 місць. З 1955 року діяв тубдиспансер на 20 ліжок.
1989 року згідно з рішенням Верховної Ради України селищу повернено історичну назву — Отинія.

### Період відновлення незалежності України
Від 1991 року — у незалежній Україні; пожвавилось культурне і релігійне життя, розвивається підприємництво.

## Населення
Динаміку змін чисельності населення Отинії у другій половині XX — на початку XXI століть демонструє нижче наведена Таблиця (дані переписів)
| 1959  | 1969  | 1979  | 1989  | 1999  | 2001  | 2014  |
| ----- | ----- | ----- | ----- | ----- | ----- | ----- |
| 3 490 | 3 940 | 4 450 | 4 895 | 5 330 | 5 327 | 5 612 |

В етнічному плані майже повністю сучасне населення Отинії — українці. У 1-й половині XX століття існувала значна єврейська громада.

### Єврейська громада

Отинійські євреї (1910)

Починаючи від 1635 року в Отинії мешкали євреї. Так станом на 1765 рік їх було в місті 296, і займалися вони переважно комерцією — торгували, тримали корчми тощо. У 1880 році єврейська громада зросла вже до 1 557 осіб, а станом на 1900 рік в Отинії взагалі проживало 2 081 юдеїв, що становило майже 40 % населення 5-тисячної Отинії. Такий значний приріст єврейської громади, вважається, спричинило оселення в Отинії одного з рабинів з хасидської Вижницької династії.
У теперішній час (2000-ні) в Отинії євреїв майже не лишилося.

### Мова
Розподіл населення за рідною мовою за даними перепису 2001 року:
| Мова            | Кількість | Відсоток |
| --------------- | --------- | -------- |
| українська      | 5256      | 98.67 %  |
| російська       | 56        | 1.05 %   |
| угорська        | 4         | 0.07 %   |
| румунська       | 3         | 0.06 %   |
| білоруська      | 2         | 0.04 %   |
| болгарська      | 1         | 0.02 %   |
| циганська       | 1         | 0.02 %   |
| інші/не вказали | 4         | 0.07 %   |
| Усього          | 5327      | 100 %    |

## Економіка та інфраструктура
Сільськогосподарське підприємство в Отинії — спілка селян «Україна», що було створено 1991 року (попередня назва — колгосп імені Жданова). Господарські показники в минулому — 28,5 ц/га зернових, сучасний стан урожайності — 12,4 ц/га. Підсобні цехи, переробні — цегельня, кахельний цех, пекарня, млин, пилорама.
На території Отинії є кар'єр з глиною. Лісові насадження — в урочищі Лази (хвойні).
Через Отинію проходять автодороги Львів—Чернівці, Отинія—Надвірна.

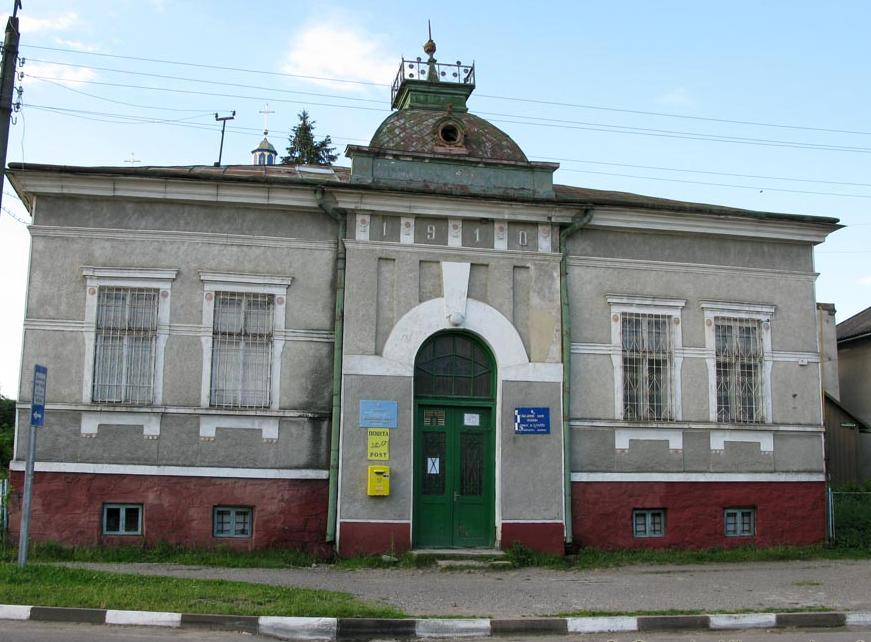
Будівля Отинійської пошти.

На території селища функціонують такі підприємства, організації і установи:
- ВАТ «Отинійська меблева фабрика»;
- ВАТ «Імпульс»;
- ВАТ «Івано-Франківськ агрообладнання»;
- Отинійська газконтора;
- Отинійське лісництво;
- Отинійське відділення РЕМ;
- Отинійський коопторг;
- Отинійський ККП; котельня;
- пожежна частина — 23;
- Ветлікарня;
- Відділення зв'язку — отинійська пошта міститься у історичні будівлі (1910);
- лінійно-технічна дільниця;
- відділення Ощадбанку;
- відділення «Приватбанку»;
- аптека;
- селищний ринок;
- станція «Отинія» Львівської залізниці.

Підприємницька діяльність у селищі: ковбасний цех, міні-пекарні, ремонт взуття, ремонт автомобілів, ремонт побутової техніки, порізка скла, переробка зерна (млин), виготовлення огорожі виготовлення столярних виробів; магазин ритуальних послуг «Сльозинка», перукарня, АЗС.
Розвинена торгівля — в селищі функціонує 35 дрібних магазинів, 10 кафе, 5 торгових кіосків.

## Соціальна сфера: медицина й освіта
1940 року в Отинії відкрили лікарню, дитячу й жіночу консультації, амбулаторію, а також створили епідемічну бригаду. 1967 року збудовано типову лікарню на 100 місць, тепер — 110. Працює 43 лікарі, 106 середніх медичних працівників, 53 санітарки, 35 осіб — допоміжного персоналу. Головний лікар Отинійської лікарні — Роман Марцінків.
Школа в Отинії існує з 1827 року. 1945 року семирічну школу реорганізовано в середню. Кількість учнів в Отинійській школі станом на 1 липня 2003 року — 1 072, учителів — 87. Тепер школа є загальноосвітньою І-III ступенів. Директор школи — Ольга Матковська. В школі є бібліотека, фонд — 37500 книг, бібліотекарі — Ганна Мандзюк, Надія Михайлишин.
Заклад дошкільної освіти в Отинії — ясла-садок «Веселка» на 300 дошкільнят, відкрито 1991 року. Два фізкультурні і музичні зали, світлиця народознавства, плавальний басейн. Очолювала колектив відмінник народної освіти Ірина Кінащук. З вересня 2007 року очолює Радзиняк Наталія Ярославівна.
В Отинії працює також професійно-технічне училище (від 1954 року): викладацький склад — 100 осіб, навчається понад 450 учнів (із селища, навколишніх сіл району та сусідніх районів); директор — Петро Іванків.

## Культура, громадське життя і традиції
Головний культурний осередок в Отинії — Отинійський Будинок культури (на 300 місць) діє від 1969 року, директором — Мирослав Марцінків, художнім керівником — Людмила Марцінків.
Інші заклади культури в Отинії:
- селищна бібліотека — має книжковий фонд 24 000 примірників, тут є 4 працівники, очолює бібліотеку Ольга Дмитришин.
- дитяча бібліотека (Любов Юркевич);
- Отинійська дитяча музична школа, існує з 1977 року. Викладацький склад — 30 осіб, директор — Володимир Звоздяк;
- Отинійська художньо-реміснича школа, заснована в 1993 році, 8 викладачів, 127 учнів, директор — Яків Григораш.

В Отинії є 3 народні самодіяльні колективи, які очолюють Дмитро Мачошак, Володимир Гринів і Людмила Марцінків.
Громадські організації та партії, осередки яких діють в Отинії:
- первинний осередок ВО «Батьківщина» (очолює Змага В. М.);
- первинний осередок «Наша Україна» (Марцінків);
- Союз українок (голова С. Данилець);
- «Українська молодь — Христові» (голова М. Сем'яник);
- осередок Спілки афганців (Ф. Штабрат);
- осередок Спілки чорнобильців (І. Залуцький).

Давня культура Отинії тісно пов'язана з релігійними обрядами і святами, весільними обрядами, побутовими звичаями. В перший день Різдва отинійські діти зазвичай йдуть у «Вертеп» (у Отинії їх називають геродами). Парубки колядують дівчатам з музичним супроводом старовинні колядки «Ой вночі, вночі ще й опівночі»; на заколядовані гроші парубки на Меланку запрошують тих дівчат, яким колядували, і влаштовують забаву. На Великдень коло церкви співають великодніх церковних пісень.
Отинія відома своїми весільними музиками. Щорічно в Отинії проводяться такі заходи, як традиційні фестини 12 липня Петра і Павла, відзначення Дня Незалежності (24 серпня), Шевченківські дні, святкування Дня Перемоги, Дня Конституції, Дня Матері, День Молоді.

## Релігія, пам'ятники і пам'ятки

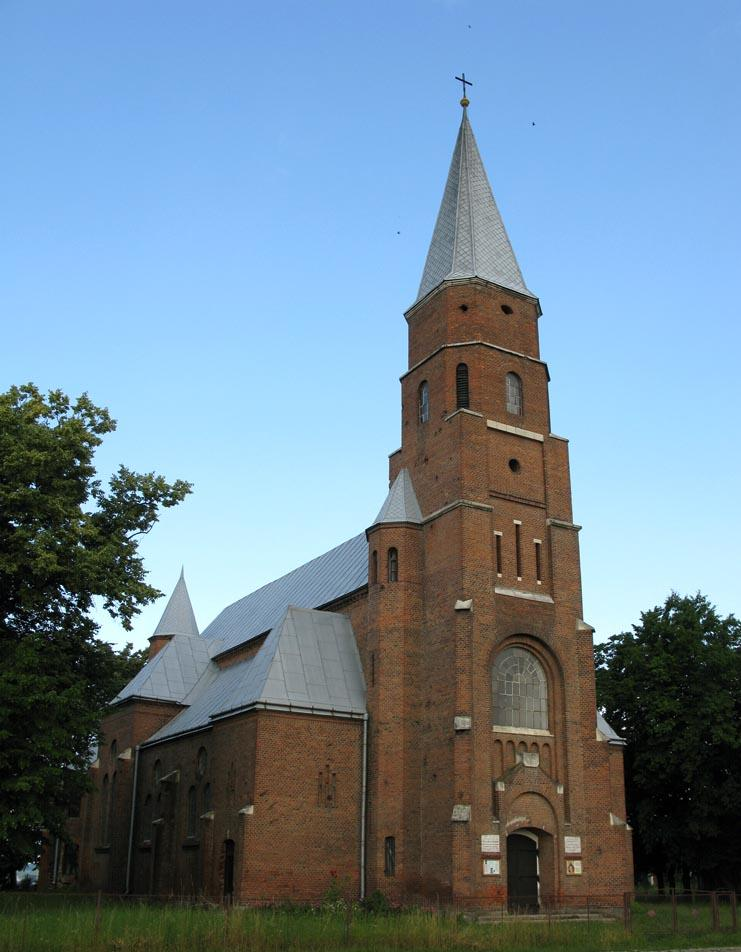
Римо-католицький костел Матері Божої Внебовзятої

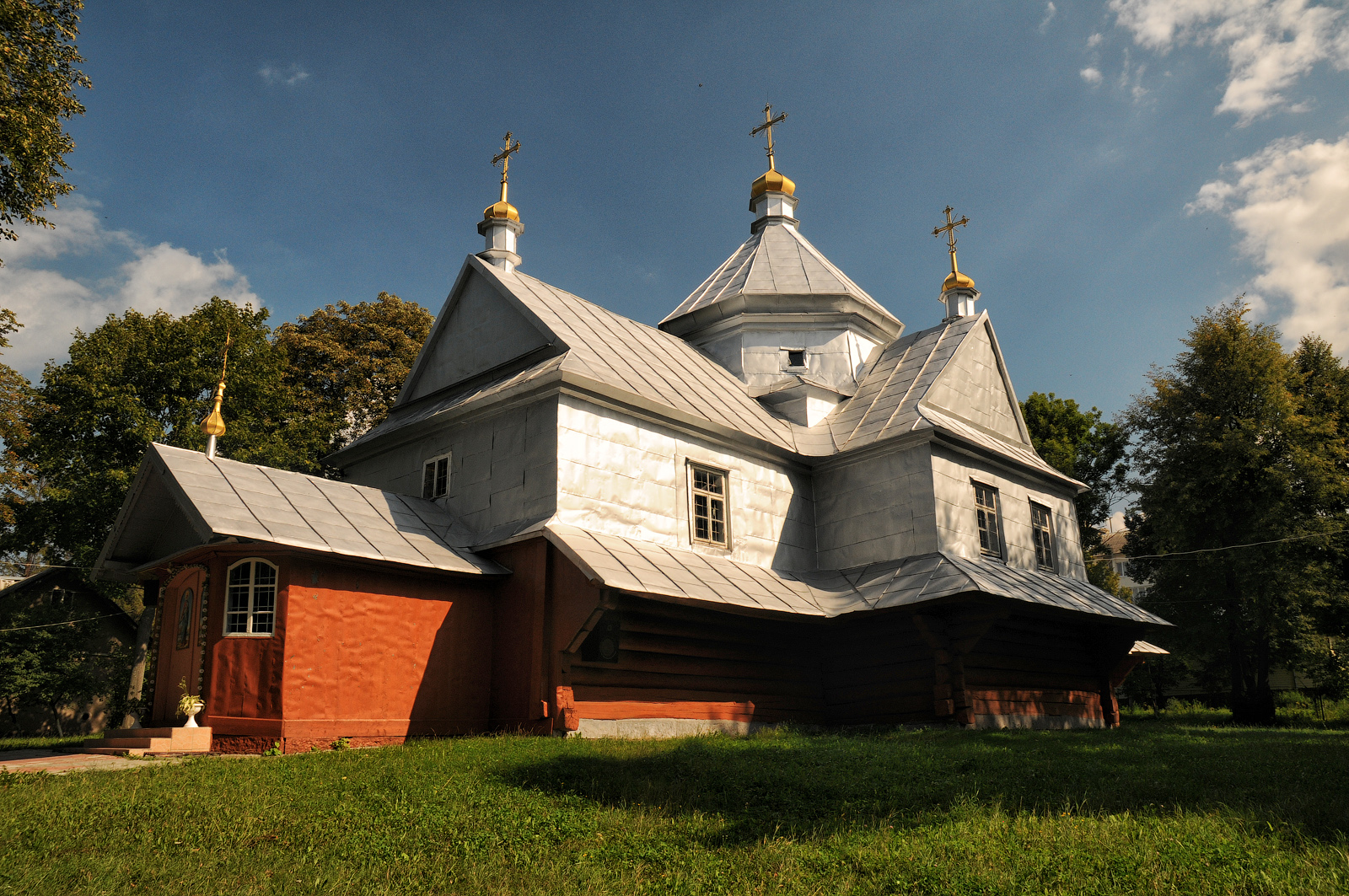
Церква Різдва Пречистої Діви Марії

Культові споруди (і громади) Отинії:
- Греко-католицький Деканальний храм Зіслання Святого Духа — побудований у 2015 році, освячений у листопаді[10].
- Церква Різдва Пресвятої Богородиці — побудована 1853 року, дерев'яна, розміром 25×17 м, належить греко-католицькій громаді. Священик — митрофорний протоієрей, декан Отинійський Василь Мельничук (Підпільна семінарія. Люблінський католицький університет, науковий ступінь — ліцензіат, кандидат богословських наук. Пише докторську працю. Тема «Виховання молоді»), Храмове свято — 21 вересня.
- Церква Введення в храм Пресвятої Богородиці (Материнська церква) Отинійського благочиння Коломийської єпархії Українська Православна Церква Київського Патріархату — побудована 1877 року, дерев'яна, розміром 24×18 м, належить українській православній громаді Київського патріархату. Священик Василь Мороз (04.12.2011 р.) (Івано-Франківська Духовна Семінарія) Настоятель з (16.05.2017 р.) Храмове свято — 4 грудня.
- Римо-католицький костел Матері Божої Внебовзятої — побудований у 1905—1918 роках, споруда цегляна, розміром 31×20 м, належить римо-католицькій громаді з 1992 року. Ксьондз — Петро Малий. Храмове свято — Небовзяття Пречистої Діви Марії (15 серпня).
- Церква Введення в храм Пресвятої Богородиці Православна Церква України — побудована 1995 року. Священик — Володимир Боєчко (Київська Духовна Семінарія і Академія). Храмове свято — 4 грудня (на Введення)[11].

Отинійські каплички: на честь Різдва Богородиці (1997), цегляна; на честь відродження греко-католицької церкви (1995), цегляна; за здоров'я родини (1999), цегляна; на честь відкриття церкви Введення (1995), дерев'яна; на честь Пресвятої родини (1998), цегляна; за здоров'я родини (1996), цегляна.
В Отинії є один діючий цвинтар, спільний із селом Угорниками.
Інші віросповідування в селищі: свідки Єгови — 9 осіб, адвентисти сьомого дня — 16. Є два молитовні будинки.
Отинійські храми (крім новозбудованої православної церкви та молитовних будинків) є історико-архітектурними пам'ятками, крім того в селищі збереглися зразки старої забудови — наприклад, будівля пошти (1910).
В Отинії є пам'ятник Тарасові Шевченку, обеліск слави полеглим воїнам у другій світовій війні, пам'ятник Семенові Височану, стрілецька могила, пам'ятний знак жертвам репресій, хрест на честь проголошення незалежності України 1991 року.

## Відомі люди

### Вихідці з Отинії
- Михайло Богаченко — ректор Дрогобицького університету українознавства, заступник голови дрогобицької «Просвіти», онкохірург, автор понад 130 статей;
- Олекса Вінтоняк — професор історії України Українського вільного університету (Мюнхен, Німеччина), засновник видавництва «Дніпрова хвиля»;
- Павло Волянський (1888—1944) — професор, викладач німецької та української мов, диригент гімназійного хору і автор низки пісень;
- Роман Грицик (1986—2014) — український військовий, молодший сержант, учасник російсько-української війни;
- Роман Ясінський ( 2002-н.ч ) — відомий український шеф-повар , володар зірки “Michlen” , організатор великої кухні у більшості  відомих закладах громади , заслужений кухар України
- Анатолій Лосєв — спортсмен (греко-римська боротьба); Заслужений тренер України (2004);
- Степан Рибак (1948—2023) — український футболіст, Заслужений тренер України;
- Петро Савчук — заслужений тренер України з футболу, тренер, зокрема, Колоса (Бучач)[12];
- Микита Хрунь — депутат Галицького сейму від Отинійського виборчого округу у 1860—1880 рр.

### Працювали
- доктор права Йосиф Ганчаковський — начальник суду в містечку, посол до Галицького сейму 8-го скликання[13];
- Садок Баронч — галицький польський релігійний діяч, історик, фольклорист, архівіст вірменського походження.

### Поховані
- Петро Савчук[12].

## Виноски
1. ↑  http://db.ukrcensus.gov.ua/PXWEB2007/ukr/publ_new1/2022/zb_Сhuselnist.pdf
2. ↑  https://rada.info/upload/users_files/04356705/b5318cf30a9d1db71b129e997e983714.pdf
3. ↑  див. наприклад, Ottynia // Słownik geograficzny Królestwa Polskiego. — Warszawa : Druk «Wieku», 1886. — Т. VII. — S. 764. (пол.)
4. ↑  Указ Президії Верховної Ради Української РСР від 2 жовтня 1989 № 8201-XI «Про уточнення найменувань селищ міського типу Отиня і Ділятин Івано-Франківської області»
5. ↑  Офіційний сайт містечка. otyniya.com.ua. Архів оригіналу за 28 січня 2021. Процитовано 30 жовтня 2010.
6. ↑  Юрій Дерев'янко привітав Отинійську школу із 200-річним ювілеєм. ВІДЕО
7. 1 2 3 4 5 6 7 8 9  Отиня, Коломийський район, Івано-Франківська область » Історія міст і сіл Української РСР (рос.). Процитовано 5 червня 2019.
8. ↑  [httpshttps://drive.google.com/file/d/0B4PrHWGimGhHSFZZY1Z6NVJnSlU/view І. Тимів. Бойовий шлях сотні Олега.]
9. ↑  Рідні мови в об'єднаних територіальних громадах України — Український центр суспільних даних
10. ↑  В Отинії освятили новий греко-католицький храм. Архів оригіналу за 25 лютого 2022. Процитовано 10 листопада 2015.
11. ↑  Мережа церков та релігійних організацій Коломийського району. Архів оригіналу за 30 жовтня 2020. Процитовано 24 листопада 2016.
12. 1 2  11-14 червня у Франківську відбудеться Турнір пам'яті ПЕТРА САВЧУКА. Архів оригіналу за 28 жовтня 2016. Процитовано 11 вересня 2015.
13. ↑  І.Чорновол. 199 депутатів Галицького сейму. — Львів: Тріада плюс, 2010.— 228 с.; іл. с.125